# Sebastian Gryphius

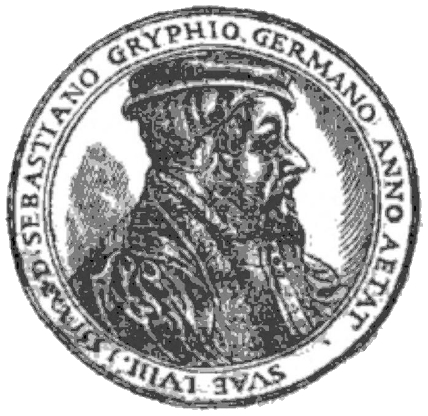
Sebastian Gryphius

Sebastian Gryphius (* 1492 in Reutlingen; † 1556 in Lyon) war ein deutsch-französischer Buchdrucker und Humanist.
Gryphius war ein Sohn des Buchdruckers Michael Greyff (Greif); die Buchdrucker Johann Gryphius und Franz Gryphius waren seine Brüder. Gleich seinen Brüdern erlernte er die Kunst des Bücherdruckens bei seinem Vater. Seine anschließenden Wanderjahre führten ihn u. a. nach Venedig in die Werkstatt von Aldus Manutius. In dieser Stadt gründete sein Bruder Johann auch eine Druckerei.
Um 1520 ging Gryphius nach Lyon und ließ sich dort nieder. Die ersten Jahre dort arbeitete er meistenteils im Auftrag venezianischer Buchhändler. Daneben konnte er sich mit den Jahren auch einen Ruf als exzellenter Übersetzer griechischer und lateinischer Klassiker erwerben. Als Buchdrucker waren eher juristische und wirtschaftliche Werke sein Metier; aber auch Bestseller wie Guillaume Budé, Erasmus von Rotterdam Angelo Poliziano u. a.
1536 gründete Gryphius in Lyon zusammen mit dem Unternehmer Hugues de la Porte (1500–1572) das „Atelier du Griffon“. Mit dieser Werkstatt erreichte er endgültig seinen wirtschaftlichen wie auch künstlerischen Durchbruch. Bereits in den frühen 1540er Jahren sprach man von ihm bewundernd als „Prince de libraires lyonnais“.
Sein Haus wie auch seine Werkstatt wurde bald schon zum Zufluchtsort verfolgter Schriftsteller. Der Schriftsteller Étienne Dolet wohnte die erste Zeit nach seiner Entlassung aus dem Gefängnis bei Gryphius und erlernte von ihm das Druckerhandwerk. Aber auch Freunde, wie Andrea Alciati, Barthélémy Aneau, François Rabelais oder Guillaume Scève fanden sich immer wieder bei ihm ein.